# Аппенцелльские Альпы
Аппенцелльские Альпы (нем. Appenzeller Alpen) — горный хребет в Швейцарии на северной границе Альп. Расположены на территории кантонов Аппенцелль-Аусерроден, Аппенцелль-Иннерроден и Санкт-Галлен. Граничат с Гларнскими Альпами на западе и Ретиконом на юго-востоке.

## Хребты
Аппенцелльские Альпы состоят из нескольких хребтов:
- Альпштейн (нем. Alpstein), центральная группа; наивысший пик: Альтманн (нем. Altmann), 2435 м
- Альпштейн, северная группа; наивысший пик: Сентис (нем. Säntis), 2502 м
- Альпштейн, южная группа; наивысший пик: Рослен- или Саксерфирст (нем. Saxerfirst), 2151 м
- Альвиергруппе (нем. Alviergruppe); наивысший пик: Гамсберг (нем. Gamsberg), 2385 м
- Хурфирстен (нем. Churfirsten); наивысший пик: Хинтерругг (нем. Hinterrugg), 2306 м
- Шпеер-Маттшток (нем. Speer-Mattstock); наивысший пик: Шпеер (нем. Speer), 1950 м

## Вершины
Основными вершинами Аппенцелльских Альп являются
- Сентис (нем. Säntis), 2502 м
- Гиреншпиц (нем. Girenspitz), 2448 м
- Альтманн (нем. Altmann), 2436 м
- Гамсберг (нем. Gamsberg), 2385 м
- Фульфирст (нем. Fulfirst), 2384 м
- Вильдхузер Шафберг (нем. Wildhuser Schafberg), 2373 м
- Виссванд (нем. Wisswand), 2346 м
- Альвиер (нем. Alvier), 2343 м
- Хинтерругг (нем. Hinterrugg), 2306 м
- Бризи (нем. Brisi), 2279 м
- Фрюмзель (нем. Frümsel), 2267 м
- Цуштолль (нем. Zuestoll), 2235 м
- Маргельчопф (нем. Margelchopf), 2163 м
- Зильберплаттен (нем. Silberplatten), 2158 м
- Шибештолль (нем. Schibestoll), 2136 м
- Лайстчамм (нем. Leistchamm), 2101 м
- Гамзер Ругг (нем. Gamser Rugg), 2076 м
- Кройцберге (нем. Kreuzberge), 2065 м
- Лютишпиц (нем. Lütispitz), 1987 м
- Шпеер (нем. Speer), 1950 м
- Маттшток (нем. Mattstock), 1936 м
- Шефлер (нем. Schäfler), 1924 м
- Федеришпиц (нем. Federispitz), 1865 м
- Гонцен (нем. Gonzen), 1830 м
- Хоер-Кастен (нем. Hoher Kasten), 1795 м
- Гульмен (нем. Gulmen), 1789 м
- Штокберг (нем. Stockberg), 1781 м
- Кронберг (нем. Kronberg), 1663 м
- Эбенальп (нем. Ebenalp), 1640 м
- Хохальп (нем. Hochalp), 1521 м

## Озёра
- Зеальпзе